# オレグ・ヴェレテンニコフ
オレグ・アレクサンドロヴィチ・ヴェレテンニコフ（ロシア語ラテン翻字: Oleg Aleksandrovich Veretennikov, 1970年1月5日 - ）は、ロシア・レヴダ出身の元サッカー選手、サッカー指導者。ポジションはMF。

## 来歴
1970年にソビエト連邦（現ロシア）のスヴェルドロフスク州・レヴダで生まれた。23年の競技人生で最も在籍期間が長く、そして最も成功したクラブはFCロトール・ヴォルゴグラードである。1992年から1999年までの在籍時にロシアリーグ得点王に3度も輝いた。1998年4月4日にシンニク・ヤロスラヴリ相手に挙げた1試合5得点はヴィクトル・パンチェンコと並び最多タイである。2001年から2002年の期間にはギリシャのアリス・テッサロニキ、ベルギーのリールセSKの海外のクラブに移籍をしたが、活躍したとは言い難い結果に終わった。その後は数クラブを渡り歩き2005年、再びロトールへ移籍をした。2009年、FCヴォルゴグラードで現役を終えた。現在はロトール・ヴォルゴグラードでコーチをしている。

## 所属クラブ
- FCウラルマシュ 1986-1987
- FCウラレツ・ニジニ・タギル 1988
- FCウラルマシュ 1988
- FC Uralelektromed Verkhnyaya Pyshma 1989
- PFC CSKAモスクワ 1989
- FC SKAロストフ・ナ・ドヌ 1989-1990
- FCウラルマシュ 1991-1992
- FCロトール・ヴォルゴグラード 1992-1999
- アリス・テッサロニキ 2000
- リールセSK 2000-2001
- FCソコル・サラトフ 2001-2002
- FC SKAロストフ・ナ・ドヌ 2002
- FCリースマ-モルドヴィア・サランスク 2003
- FCウララン・エリスタ 2004
- ゼニス・アスタナ 2004
- FCロトール・ヴォルゴグラード 2005-2007
- FCイルティシュ・パヴロダル 2007
- FCアスタナ-1964（FCアスタナ） 2008
- FCヴォルゴグラード 2009

## 指導歴
- FCロートル・ヴォルゴグラード 2014-15
- FCルチ・ウラジオストク 2015
- FCロートル2・ヴォルゴグラード 2019-2020

## タイトル
個人
- ロシアリーグ得点王：3 (1995, 1997, 1998)